# 伯官北大街站
伯官北大街站位于辽宁省沈阳市浑南区，是沈阳地铁1号线的车站，于2025年6月30日随1号线东延段开通启用。
本站正式名称“伯官北大街”来源于车站上方的东西向道路。由于伯官北大街道路横跨浑河两岸且深入沈抚改革创新示范区，为避免混淆自工程用名“伯官大街”更改为现名。

## 车站结构

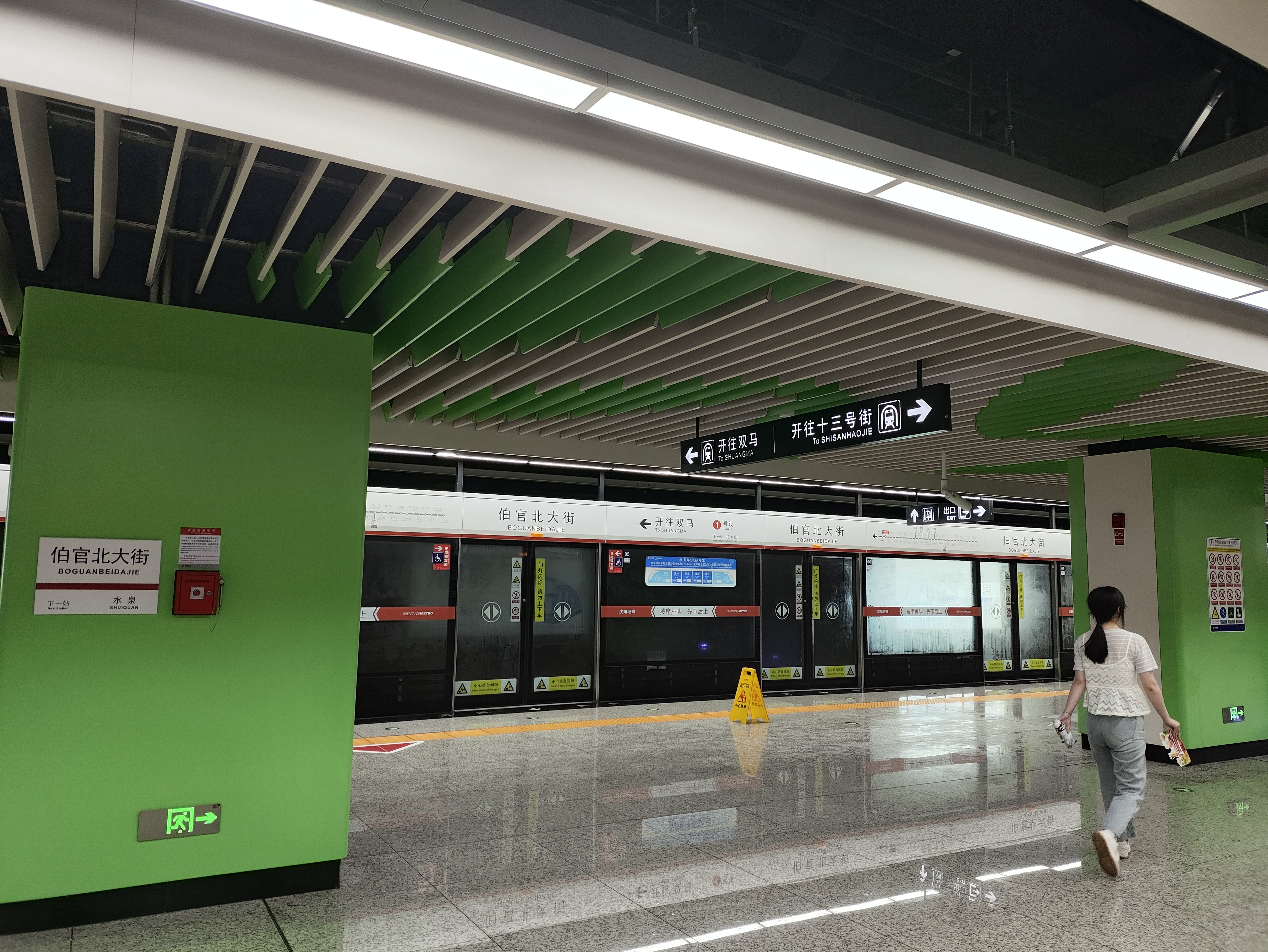
伯官北大街站站台层

本站主体位于浑南区伯福路与伯官北大街交叉路口下方，主体沿伯福路设置，共设4个出入口。车站形式为地下双层岛式车站，地下一层为站厅层，地下二层为站台层。

### 车站楼层
| 1层               | 出入口 | 出入口                                                                                                  |
| B1层              | 站厅层 | 乘客服务中心、自动售票机、自动售货机、安检                                                              |
| B2层              | 站台   | \| \| \| █ 1号线往十三号街（水泉） \| \| 島式 · 開左邊车门 \| \| \| \| \| \| █ 1号线往双马（植物园） \| |
|                   |        | █ 1号线往十三号街（水泉）                                                                               |
| 島式 · 開左邊车门 |        | |
|                   |        | █ 1号线往双马（植物园）                                                                                 |

### 车站出口
本站设置4个出入口，A出入口及D出入口位于伯官北大街东北侧，A出入口位于路北，D出入口位于路南，均朝向东；B出入口及C出入口位于伯官北大街西南侧，B出入口位于路北，C出入口位于路南，均朝向西。地面近C出入口处设置无障碍电梯。
本站四个出入口的规划位置与沈阳地铁初期规划出入口设计相同（东北侧为A出入口，逆时针排列）。
| 出口编号              | 出口指示                    | 建议前往的目的地                                 |
| --------------------- | --------------------------- | ------------------------------------------------ |
| 出口 · A              | 伯福路 路北 伯官北大街 路东 | 伯福路、伯官北大街、世茂国风盛京                 |
| 出口 · B              | 伯福路 路北 伯官北大街 路西 | 伯福路、伯官北大街                               |
| 出口 · C · 升降机标志 | 伯福路 路南 伯官北大街 路西 | 伯福路、伯官北大街、欧陆风情小镇、中旅万科城三期 |
| 出口 · D              | 伯福路 路南 伯官北大街 路东 | 伯福路、伯官北大街、亿达玖墅                     |
| 註： 設有             |                             |                                                  |

## 利用状况
本站附近的伯官北大街地区规划有多个别墅及洋房小区，因此本站客流以社区居民为主，使用率较低。

## 接驳交通
| 伯官北大街地铁站（站位位于伯福路，A/C出入口旁） 欧陆风情小镇（站位位于伯官北大街，C出入口向东南约500米） \| 编号 \| 编号 \| 线路 \| 线路 \| 线路 \| 收费 \| 运营商 \| 备注 \| \| ---- \| ---- \| ------ \| ---- \| -------- \| ---- \| -------- \| -------- \| \| \| V128 \| 世博园 \| ⇆ \| 东陵公园 \| 2元 \| 客运一分 \| 定时班车 \| |      |        |      |          |      |          |          |
| 编号 | 编号 | 线路   | 线路 | 线路     | 收费 | 运营商   | 备注     |
| | V128 | 世博园 | ⇆    | 东陵公园 | 2元  | 客运一分 | 定时班车 |

| 编号 | 编号 | 线路   | 线路 | 线路     | 收费 | 运营商   | 备注     |
| ---- | ---- | ------ | ---- | -------- | ---- | -------- | -------- |
|      | V128 | 世博园 | ⇆    | 东陵公园 | 2元  | 客运一分 | 定时班车 |

## 歷史
- 2025年6月30日 - 本站随1号线东延线开通启用。